# Berenguera d'Anglesola
Berenguera d'Anglesola –després Berenguera de Cervera– (Anglesola, 1146 - monestir de Santa Maria de Vallbona de les Monges, 8 d'abril de 1225) va ser una dama del llinatge català dels Anglesola, cofundadora i benefactora del monestir de Santa Maria de Vallbona de les Monges.

## Biografia
Filla de Berenguer Arnau d'Anglesola i de Guillemina, es va casar l'any 1164 amb Guillem III de Cervera, senyor de Juneda i Cérvoles, amb qui va tenir dos fills, Eldiardis d'Àger, coneguda en el món per Elvira, que seria abadessa de Santa Maria de Vallbona, i Guillem IV de Cervera "el Monjo", primer cavaller i després monjo de Poblet. En ella s'uneixen els llinatges dels Anglesola amb els Cervera i uns i altres, amb els seus llinatges col·laterals, tindrien una intervenció molt rellevant en l'expansió de la Catalunya Nova en terres de Lleida i impulsarien la naixença i les construccions del monestir de Vallbona.
El 1172 va enviduar en morir el seu marit d'unes febres malignes i en va heretar el senyoriu de Verdú (provinent dels Anglesola) i el de Juneda (dels Cervera) i, segons que indica el testament del seu marit, si no es tornava a casar, conservava la tutela sobre les propietats dels seus fills. Com a senyora de Verdú va fer construir unes muralles que encara hi son visibles avui dia.

### Benefactora del monestir de Vallbona de les Monges
Cap a 1176 emprengué gestions perquè el monestir, que era encara un ermitatge mixt, entrés en l'orde del Cister; aconseguí que depengués directament del papa i es vegés lliure de dependència de la casa mare. Es traslladà a Tulebras –primer monestir femení cistercenc de la península–, d'on portà Òria Ramírez, que seria la primera abadessa de Vallbona. Ella mateixa, al 1177, ingressà al monestir –mantenint segurament la seva condició laica–, essent la primera dona noble que això feia. Està enterrada a la Sala Capitular. És possible que aquest compromís de Berenguera de Cervera amb el monestir aportés el prestigi necessari perquè després s'hi interessés i hi confiés la reina Sança –que al 1178 comprà i donà el lloc de Vallbona a les monges perquè hi edifiquessin el monestir– i el rei Alfons I, i el convertissin en monestir reial, sota la protecció dels monarques.
La mort de Berenguera d'Anglesola, o de Cervera, inaugurà el llibre de l'abaciologi, amb aquestes paraules: Prima nobilis domina que fuit in monasterio Vallisbone fuit domina Berengaria de Cervera, que fecit incorporare monasterium in ordine, et ivit apud Colobres et adduxit secum dominam Oriam, que fuit prima abbatissa Vallisbone et obbiit idus aprilis.